# Brassica hilarionis
Brassica hilarionis är en korsblommig växtart som beskrevs av George Edward Post. Brassica hilarionis ingår i släktet kålsläktet, och familjen korsblommiga växter. IUCN kategoriserar arten globalt som starkt hotad. Inga underarter finns listade i Catalogue of Life.